# Даль Володимир Іванович
Володи́мир Іва́нович Даль (рос. Владимир Иванович Даль; 10 (22) листопада 1801 — 22 вересня (4 жовтня) 1872) — російський письменник, лексикограф, етнограф, медик дансько-німецького походження. Член-кореспондент Петербурзької академії наук (1838), почесний академік (1863). Автор «Тлумачного словника живої великоруської мови». Літературний псевдонім: Козак Луганський.

## Життєпис
Народився 22 листопада 1801 року у селищі Луганський завод (тепер місто Луганськ в Україні) Бахмутського повіту Новоросійської губернії Російської імперії в дансько-німецькій сім'ї. У 4 роки разом з родиною переїхав до Миколаєва.
Початкову освіту отримав вдома. У будинку його батьків багато читали і цінували друковане слово, любов до якого передалася всім дітям (Даль мав трьох молодших братів).
У 13 років, разом із братом Карлом, молодшим на рік, вступив до Петербурзького морського кадетського корпусу, де навчався із 1814 по 1819 рік. Пізніше описав навчання у повісті «Мічман Поцелуєв, або живучи озирайся» (1841).

### Військова служба і лікарська практика
По закінченні навчання в кадетському корпусі переведений в мічмани. Проходив офіцерську службу спочатку на Чорному (1819-1824), а потім на Балтійському морях (1824-1825). Причиною переведення з Миколаєва в Кронштадт став арешт за підозрою у написанні епіграми, у якій висміювалися любовні пригоди головнокомандувача Чорноморського флоту. Даля перевели в матроси, а за рік суд його виправдав із формулюванням: «как иностранец, не вполне понимающий русский язык, и, как следствие, не ведающий, о чём писал».
20 січня 1826 року вступив у Дерптський університет на медичний факультет. Жив у тісній комірчині, заробляючи на життя уроками російської мови. Через два роки, в січні 1828, був зарахований до числа казеннокоштних вихованців. За словами одного з біографів Даля, він занурився в атмосферу міста Дерпт, яка «в розумовому відношенні спонукала до різнобічності». Тут йому насамперед довелося посилено займатися необхідною в той час для вченого латинською мовою. За роботу на тему, оголошену філософським факультетом, отримав срібну медаль.
Навчання довелося перервати з початком 1828 року російсько-турецької війни, коли у зв'язку з випадками чуми в Задунайській області регулярна армія Російської імперії потребувала посилення військово-медичної служби. Даль достроково «з честю витримав іспит на доктора не лише медицини, а й хірургії». Тема його дисертації: «Про успішні методи трепанації черепа і про приховану виразку нирок».
29 березня 1829 року вступив до військового відомства і був зарахований до чинної армії. Брав участь як військовий лікар в російсько-турецькій війні. Як ординатор при рухомому шпиталі брав участь у ряді битв, здобув славу вправного хірурга. Від 1829 року — лікар в місті Умань Уманського повіту Київської губернії та в Кам'янці-Подільському.
У 1831 році як війський лікар брав участь у польській кампанії. Відзначився при переправі Рідигера через Віслу до міста Юзефув. Через відсутність інженера Даль сам навів міст, захищав його при переправі і потім зруйнував. Від начальства дістав догану за невиконання своїх прямих обов'язків, але Микола I нагородив Даля Володимирським хрестом.
Із березня 1832 року служив ординатором у Петербурзькому військово-сухопутному шпиталі і незабаром став медичною знаменитістю Петербурга. Біограф Даля, Павло Мельников, писав:
|  | Тут він трудився невтомно і незабаром здобув популярність чудового хірурга, особливо ж окуліста. Він зробив на своєму віку більше сорока самих операцій зняття катаракти, і всі цілком успішно. Відрадно, що в нього ліва рука була розвинена настільки ж, як і права. Він міг лівою рукою і писати, і робити все, що завгодно, як правою. Така щаслива здатність особливо придатна була для нього як оператора. Найзнаменитіші в Петербурзі оператори запрошували Даля в тих випадках, коли операцію можна було зробити спритніше і зручніше лівою рукою. |

### Чиновник, природознавець, етнограф
У липні 1833 року переїхав в Оренбург. Близько 8 років служив у місті на посаді чиновника з особливих доручень при військовому губернаторі Василю Перовському. Двічі одружувався (перша дружина — Юлія Андре, померла 1838 року; друга дружина — Катерина Соколова, померла 1872 року), у нього народилися п'ятеро дітей. 18 вересня 1833  року до Оренбурга приїхав Пушкін. Даль зустрівся з ним і протягом трьох днів, аж до від'їзду Пушкіна в Уральськ, проводив час разом з ним.
Учасник Хівинського походу 1839-1840. З військовою діяльністю Даля пов'язаний ряд його літературних творів мемуарного характеру, зокрема «Донська кінна артилерія» і «Листи до друзів з походу в Хіву».
1838 року Даля обрали членом-кореспондентом Петербурзької Академії наук у відділення природничих наук за збори колекцій флори і фауни Оренбурзького краю.
1841 року призначений секретарем Льва Перовського. Згодом — завідував (приватно) особливою канцелярією його як міністра внутрішніх справ. Працюючи в канцелярії, спеціальними циркулярами організував збір матеріалів для своєї основної праці — «Тлумачного словника живої великоруської мови». Поштою до канцелярії надходили словникові записи і з України. Разом з М. Мілютіним складав і вводив «Міське положення в СПб».
Один із засновників Російського географічного товариства (1845).
1849 року призначений керуючим нижньогородською питомою конторою. Прослужив на цій посаді, що надало йому можливість спостерігати різноманітний етнографічний матеріал, до 1859 року, коли вийшов у відставку та оселився в Москві. У відставці продовжував працювати над «Тлумачним словником живої великоруської мови» (в 4-х томах, які вийшли у друк протягом 1863–1866 років). Матеріали для словника загалом збирав 53 роки — із 1819 по 1872 (чотири нових слова, які почув від прислуги, доручив доньці внести до другого видання словника за тиждень до смерті).
У 1863 році став почесним членом Петербурзької академії наук.
Помер 4 жовтня 1872 року у Москві. Похований на Ваганьковському кладовищі поруч із дружиною.

## Творчість
Писав російською мовою. Основна праця Даля — «Тлумачний словник живої великоросійської мови» (рос. дореф. Толковый словарь живаго великорускаго языка, томи 1-4, 1863—1866), що містить близько 200 тисяч слів.
Мовознавча спадщина Даля має значення для теорії і практики східнослов'янської лексикографії, діалектології, історії мови.
Був автором першого в історії Російської імперії підручника із зоології.

### Літературна творчість

#### Перші спроби
Одне з перших знайомств з літературою ледь не завершилося трагічно. З вересня 1823 по квітень 1824 року Даль перебував під арештом за підозрою в написанні епіграми на головнокомандувача Чорноморського флоту Грейга і його співмешканку Юлію Кульчинську (Лію Сталінську) — єврейку, дочку могилівського шинкаря, що після першого шлюбу видавала себе за польку
. Виправданий судом, після чого перевівся з Миколаєва в Кронштадт.
1827 року журнал Олександра Воєйкова «Славянин» опублікував перші вірші Даля. 1830 року Даль виступив вже як прозаїк, його повість «Циганка» надрукував «Московський телеграф».

#### Визнання
Прославили Даля як літератора «Руські казки з переказів народних усних на грамоту громадську перекладені, до побуту життєвого прилагоджені і приказками ходячими розцяцьковані Козаком Володимиром Луганським. Жменька перша»(1832). Ректор Дерптського університету вирішив запросити свого колишнього студента, доктора медицини Даля на кафедру російської словесності. При цьому книга була прийнята як дисертація на здобуття наукового ступеня доктора філології, але відхилена як така через неблагонадійність самим міністром освіти. Це сталося через донос на автора книги, написаний Олександром Мордвиновим (керівник III відділу). Олександр Бенкендорф доповів імператору Миколі I:
|  | … Вона надрукована простим стилем, цілком властивим для нижчих класів, для купців, для солдатів і прислуги. Містить глузування над урядом, скарги на сумне становище солдата і подібне. |

У жовтні або на початку листопада 1832 року під час обходу в шпиталі, де працював Даль, його заарештували і привезли до Мордвинова. Він облаяв Даля і відправив до в'язниці. Далю допоміг Василь Жуковський, який тоді був наставником сина Миколи I, майбутнього імператора Олександра II. Жуковський описав спадкоємцю престолу все, що сталося, в анекдотичному світлі, змалював Даля як людину зразкової скромності і великих здібностей, згадав про два ордени і медалі, отримані на війні. Спадкоємець престолу пішов до батька і зміг переконати його звільнити Даля.
Наклад «Руських казок...» наказали вилучити з продажу. Один з небагатьох примірників Даль вирішив подарувати Пушкіну. Жуковський обіцяв їх познайомити, але Даль не дочекався офіційного знайомства, взяв «Руські казки …» і сам пішов представлятися Пушкіну. Так почалося їхнє знайомство.
Впродовж 1833-1839 років були надруковані «Билини й небилиці Козака Луганського».
Автор етнографічних нарисів («Уральський козак», «Російський мужик», «Циганка», «Болгарка» та інші), написаних з позицій «натуральної школи»; так званих фізіологічних нарисів («Петербурзький двірник» 1844 року, тощо), повістей («Павло Олексійович Ігривий» 1847 року та інші), оповідань для народного читання («Солдатське дозвілля» 1843; «Матроське дозвілля» 1853).
У 1861-1862 роках була надрукована праця «Прислів'я російського народу», до якої увійшло понад 30 тисяч прислів'їв, приказок (серед яких і українські), повістей, казок, нарисів, оповідань.

## Особисте життя

### Сім'я

#### Рід батька
Батько — данський підданий лінгвіст Йоган Христіан Даль (Johan Christian Dahl, 1764—1821) знав німецьку, англійську, французьку, українську, російську, їдиш, латину, грецьку і давньоєврейську мови, був богословом і медиком. Популярність його як лінгвіста досягла імператриці Катерини II, яка викликала його до Петербурга на посаду придворного бібліотекаря. Йоганн Даль пізніше виїхав до Єни, пройшов там курс лікувального факультету і повернувся до Російської імперії з дипломом доктора медицини. Російська медична ліцензія говорить: «Іван Даль, син Матвія, 1792 року 8 березня удостоєний при іспиті в Російській імперії медичну практику управляти». Прийняв російське підданство у 1799 році під іменем Іван Матвійович Даль.

#### Рід матері
Мати — Марія Христофорівна Фрайтаг (Maria Freitag), походила з німців, що емігрували до Російської імперії, вільно володіла п'ятьма мовами. Бабуся по материнській лінії — Марія Іванівна Фрайтаг — походила з роду французьких гугенотів де Мальї, займалася російською літературою. Відомі її переклади на російську мову Соломона Геснера та Августа Іффланда. Дід — Христофор Фрайтаг — колезький асесор, чиновник ломбарду. Був незадоволений філологічною освітою майбутнього зятя і фактично змусив його отримати медичну освіту, оскільки вважав професію лікаря однією з небагатьох «дохідних і практичних професій».
Іван Даль в Петербурзі одружився з Марією Христофорівною Фрейтаг. Крім первістка-Володимира, у пари було ще троє синів:
- Карл (нар. 1802 — пом. 1828) — до кінця життя прослужив на флоті, проживав і похований в Миколаєві, дітей не мав
- Павло (нар. 1805 — пом. 1835) — хворів на сухоти і через стан здоров'я часто проживав разом з матір'ю в Італії, де і похований (в Римі), дітей не мав
- Лев (нар. 1807 — пом. 1831) — убитий польськими повстанцями

#### Дружини і діти
Даль одружувався двічі. Перша дружина — Юлія Андре (нар. 1816 — пом. 1838). У пари було двоє дітей: син Лев (нар. 1834 — пом. 1878) і донька Юлія (нар. 1838 — пом. 1863).
Друга дружина — Катерина Соколова (померла 1872 року). У пари було троє дітей: доньки Марія (нар. 1841 — пом. 1903), Ольга (нар. 1843 — пом. ?) і Катерина (нар. 1845 — пом. ?). Марія Даль була здібною піаністкою. Тарас Шевченко слухав її гру, коли 1857 року відвідав Даля в Нижньому Новгороді.

## Даль і Україна
Даль майже 20 років прожив в Україні, зібрав цінні українські фольклорні та мовні матеріали. Українську вивчив ще в дитинстві у Миколаєві. Няня-українка Ганна навчала Даля пісень і вишиванню.
Даля пов'язували найтісніші стосунки з багатьма українськими письменниками і вченими. Зокрема, влітку 1844 року він довгий час гостював на Полтавщині у маєтку свого товариша Євгена Гребінки і навіть брав участь як повірена особа в його сватанні та одруженні. Ще дорогою на Полтавщину, у Чернігівській губернії, і вже на Полтавщині, збирав українську лексику і фольклор. А в листі до дружини з «Убежища» від 21 червня 1844 року повідомляв:
|  | В Полтавской (губернии) видим уже настоящую Украйну. Я охотно стал опять болтать на этом ясном языке, где речь выходит замысловата, простодушна и очень забавна. Как ни бьешься сказать то же по русски — выходит неясность, натяжка и даже пошло и грубо. Да быт и жизнь народов так тесно связаны с языком их, что одного нельзя отделить от другого. Перевод по словарю годен только для школьника и не удовлетворяет ни мысль, ни чувство. Гребенка чрезвычайно хорошо, свободно и приятно говорит по-украински, и я охотно вовлекаю его в шутки и разговоры с крестьянами. |

Написав чимало художніх творів на українські теми: повісті «Савелій Граб», «Небувале в тому, що було…», оповідання «Світлий празник», «Ваша воля, наша доля», «Скарб», «Упир» тощо. Перекладав з української мови художні твори.
У Миколаєві в період з 1821 по 1822 рік написав декілька драматичних творів: «Наречена в мішку, або Квиток до Казані», «Ведмідь у маскараді», які прославили його у місті як людину, яка пише.
Підтримував творчі стосунки з Григорієм Квіткою-Основ’яненком, Михайлом Максимовичем та іншими. Написав низку статей про Квітку-Основ'яненка («Малоросійські повісті, що їх розповідає Грицько Основ'яненко» 1835 року, тощо), уперше переклав російською мовою його оповідання «Салдацький патрет». У книзі «Повісті, казки та оповідання Козака Луганського» (частина перша, 1846 рік) вмістив українську казку «Відьма», яку Далю надіслав Квітка-Основ’яненко.
Написав рецензію на фольклорний збірник Платона Лукашевича «Малоросійські й червоноруські народні думи та пісні» (1837).
Популяризував українську літературу та усну народну творчість. У праці «Про повір'я, марновірство й забобони руського народу» (1845—1846) навів багато прикладів з українського фольклору, використав мотиви української демонології. А у «Тлумачний словник великоросійської говірки руської (української) мови» вніс немало українських слів — позначав їх «малорусское» або «южнорусское» (зокрема: аркуш, балакать, брехать, бридкий, брунька,  будинок, втікать, глузд, тощо).
Зібраний Далем матеріал для українського словника (близько 8 тисяч слів) залишився не опублікованим. Даль працював над укладанням словника української мови разом з Лазаревським — у листі ректорові Київського університету Михайлові Максимовичу писав, що словник на 8 тисяч слів готовий. Але видати його не вдалося. Історики припускають, що весь цей масив слів син Лазаревського передав Борисові Грінченку для чотиритомного «Словаря української мови».

### Даль і Шевченко
Тарас Шевченко і Даль познайомилися в 1830-х роках у Петербурзі на квартирі в Даля, куди Шевченко прийшов разом із українським художником Василем Штернбергом на один із літературних вечорів. Коли Шевченко був у засланні, то, знаючи про близькі взаємини Даля з оренбурзьким генерал-губернатором Перовським, 20 грудня 1847 року написав у листі своєму другові Михайлові Лазаревському:
|  | Як побачитеся з В. І. Далем, то, поклонившися йому од мене, попросіть його, щоб він ублагав В. Перовського, щоб той визволив мене хоч із казарм (сиріч випросив мені позволєніє рисовать). Даль чоловік добрий, розумний і могущий, він добре знає, як тут ми пропадаємо, то тяжкий гріх йому буде, як він не схоче промовить за мене хоч одно слово. |

Даль домігся, щоб Шевченка перевели на приватну квартиру. А згодом — допоміг у повному звільненні поета.
У Нижньому Новгороді Шевченко кілька разів відвідав Даля, подарував йому автограф вірша «Рано-вранці новобранці…». Даль дав Шевченкові прочитати свій переклад Апокаліпсиса. 18 грудня 1857 року Шевченко описав у своєму «Щоденнику» враження від перекладу:
|  | С какой же целию такой умный человек, как В[ладимир] И[ванович], переводил и толковал эту аллегорическую чепуху? Не понимаю. И с каким намерением он предложил мне прочитать свое бедное творение? Не думает ли он открыть в Нижнем кафедру теологии и сделать меня своим неофитом? Едва ли. Какое же мнение я ему скажу на его безобразное творение? Приходится врать, и из-за чего? Так, просто из вежливости. Какая ложная вежливость. Не знаю настоящей причины, а вероятно, она есть. В[ладимир] И[ванович] не пользуется здесь доброй славою, почему — все-таки не знаю. Про него даже какой-то здешний остряк и эпиграмму смастерил; вот она: У нас было три артиста, Двух не стало, это жаль. Но пока здесь будет Даль, Все как будто бы не чисто. |

## Вшанування пам'яті

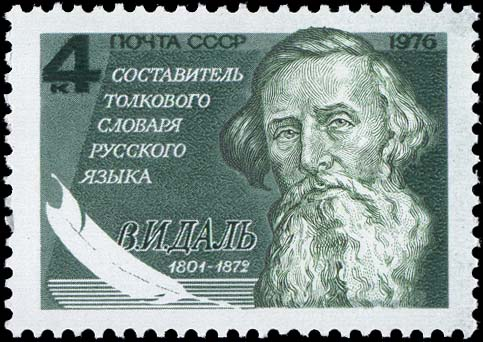
Марка СРСР, присвячена Далю

- У 1971 році у Луганську вулицю, де народився Даль, назвали його іменем.
- У 1976 році у Радянському Союзі вийшла марка номіналом 4 копійки, присвячена Далю.
- У 1979 році у Луганську, на території онкодиспансеру, встановили бюст Даля. Автори — скульптори Ілля Овчаренко та Василь Орлов.
- У 1981 році у Луганську, на вулиці, де народився Даль, встановили йому пам'ятник. Автори пам'ятника — скульптори Ілля Овчаренко та Василь Орлов, архітектор — Георгій Головченко.
- 28 березня 1985 року у Миколаєві, де Даль прожив загалом близько 16 років, вулицю Леккерта перейменували на вулицю Даля. На перетині вулиць Даля і Сінної та на вулиці Андрія Покровського на честь Даля встановлені меморіальні дошки[29].
- У 1986 році у Луганську, на вулиці, де народився Даль, відкрили Літературний музей Володимира Даля, в якому відбувалися Далівські читання[18]. В центрі музею встановлено мармуровий бюст Даля. Автор — скульптор Григорій Слєпцов.
- У місті Рубіжне Сіверськодонецького району Луганської області України також є вулиця Даля.
- 13 листопада 2001 року луганському Східноукраїнському національному університету було присвоєне ім'я Володимира Даля.
- 19 листопада 2001 року Національний банк України увів в обіг ювійлейну монету номіналом 2 гривні, присвячену двохсотріччю від Дня народження Даля. Вона належить до серії «Видатні особистості України».
- У 2004 році у Євпаторії АР Крим встановили бюст Даля. Автор — скульптор Микола Можаєв.
- 21 грудня 2023 року у місті Гірське Сіверськодонецького району Луганської області провулок Островського перейменували на провулок Володимира Даля.

### Переклади
- Жизнь Джингизъ-Хана. Татарская Сказка. С Татарскаго, В. Луганскій. 49 с.[30] // Сын отечества. — 1835. — Т. 47. — № 4. — С. 195-230[31].
- Повествование об Аксак-Тимуре. (С татарского) // Литературные прибавления к  «Русскому инвалиду». — 1838. — № 45. — С. 881-885[31].
- Полное собрание сочинений. Т. 1-10. — Санкт-Петербург-Москва, 1897-1898.
- Повести, рассказы, очерки, сказки. — Горький, 1981.
- Толковый словарь живого великорусского языка. Т. 1-4. — Москва, 1981-1982.
- Повести и рассказы. — Москва, 1983.
- Пословицы русского народа. Т. 1-2. — Москва, 1984.
- Избранные произведения. — Москва, 1987.